# NEC µPD780C

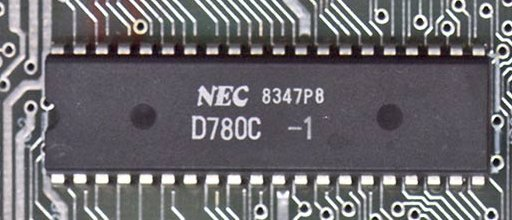
Мікропроцесор μPD780C, клон ZiLOG Z80 на платі комп'ютера ZX Spectrum

NEC µPD780C є повністю сумісною версією мікропроцесора ZiLOG Z80. Сумісність ключає незадокументовані інструкції та функції, що присутні на оригінальному процесорі Z80.
Мікросхема NEC µPD780C використовувалась у мікрокомп'ютерах Sinclair ZX80, ZX81, ZX Spectrum, та частині MSX, а також на їхніх клонах (включаючи Timex 1000).